# 붓꼬리저빌
붓꼬리저빌(Sekeetamys calurus)은 황무지쥐아과에 속하는 설치류의 하나이다. 붓꼬리저빌속(Sekeetamys)의 유일종이다. 이집트와 이스라엘, 요르단, 사우디아라비아, 수단에서 발견된다. 자연 서식지는 암반 지역이다.